# Bîrîne, Novhorod-Siverskîi
Bîrîne (în ucraineană Бирине) este localitatea de reședință a comunei Bîrîne din raionul Novhorod-Siverskîi, regiunea Cernihiv, Ucraina.

## Demografie
Componența lingvistică a localității Bîrîne
     Rusă (82,43%)
     Ucraineană (17,57%)
Conform recensământului din 2001, majoritatea populației localității Bîrîne era vorbitoare de rusă (82,43%), existând în minoritate și vorbitori de ucraineană (17,57%).